# Natriumammoniumhydrogenphosphat
Natriumammoniumhydrogenphosphat (veraltet nach Berzelius Phosphorsalz) ist ein Salz, das unter anderem in der analytischen Chemie zur Vorprobe auf Metallkationen genutzt wird.

## Geschichte
Natriumammoniumhydrogenphosphat wurde zuerst 1732 von Hermann Boerhave durch vergären menschlichen Urins dargestellt. Andreas Sigismund Marggraf untersuchte das Salz ausführlich und bezeichnete es im lateinischen als Sal nativi urinae oder Sal microcosmicum, da es aus menschlichen Fäkalien dargestellt wird und der Mensch in der Scholastik als „Mikrokosmos“ gegenüber der Welt als „Makrokosmos“ dargestellt wurde.
Den deutschen Namen erhielt es später, da Marggraf es zur Herstellung von elementaren Phosphor nutzte, anstelle von Urin.

## Gewinnung und Darstellung
Nach Berzelius kann das Salz durch die Reaktion von einer Dinatriumhydrogenphosphat-Lösung mit kristallinen Ammoniumchlorid dargestellt werden:
Alternativ kann es durch die Reaktion von Phosphorsäure mit Ammoniak und Natriumchlorid hergestellt werden:

## Eigenschaften
Beim Erhitzen von Natriumammoniumhydrogenphosphat wird zuerst das Kristallwasser ausgetrieben, danach zersetzt es sich zügig zu Ammoniak und Meta- bzw. Polyphosphaten.

## Verwendung
In der analytischen Chemie wird neben der Boraxperle auch das Salz zur Vorprobe auf Schwermetallkationen genutzt.